# Норкин, Амикам
Амикам Норкин (ивр. עמיקם נורקין‎; род. 20 декабря 1966, Бейт-Шеарим, Израиль) — генерал-майор Армии обороны Израиля. Командующий Военно-воздушными силами Израиля с 10 августа 2017 года.

## Биография
Амикам Норкин родился и вырос в мошаве Бейт-Шеарим в Изреельской долине. Его дед по материнской линии был одним из основателей мошава Нахалаль, и его тесть был одним из основателей охранной организации Агудат-ха-Шомрим. Он был назван в честь Амикама Шамая, двоюродного брата его отца, подорвавшегося на сирийской мине 16 мая 1966 года. Учился в сельскохозяйственной школе в мошаве Нахалаль.
Норкин выпускник Национального военного колледжа. Он окончил с отличием Хайфский университет и получил степень магистра в области социальных наук. Его магистерская диссертация посвящена теме «Влияние информационной революции и изменений в характере войны на командную модель и управление воздушными силами».

### Ранние годы
Амикам Норкин родился 20 декабря 1966 года в Бейт-Шеариме в Изреельской долине. Его дед по материнской линии был одним из основателей мошава Нахалаль. Имя Амикам было дано в память двоюродного брата отца, Амикама Шамая, погибшего 16 мая 1966 года — джип, в котором он ехал, подорвался на сирийской мине. Его родственник — Ифтах Норкин.

### Начальное образование
Учился в сельскохозяйственной школе в мошаве Нахалаль.

### Высшее образование
Выпускник Национального колледжа обороны (МАБАЛь).
Имеет вторую степень (степень магистра) по общественным наукам («Мадей Хевра») от Хайфского университета.
Учёбу окончил с отличием, дипломную работу написал на тему «Влияние информационной революции и изменений в характере войны на модель управления и контроля в воздушных силах».

### Военная карьера
В июле 1985 году поступил на службу в Цахал, вступил в ВВС.
Поступил на лётный курс номер 113. Закончил его в июле 1987 года, как лётчик боевых самолётов, был отличником курса.
В 1988 году, после 4 месяцев курса оперативной тренировки (КААМ) на «Скайхоке» получил назначение в 133-ю эскадрилью «Рыцари двух килей» на базе Тель-Ноф, став самым молодым пилотом F-15 в мире.
В начале 1990-х годов — второй заместитель командира («САМАТ Бет») 69-й эскадрильи «Молотки» на базе Хацерим (самолёты F-4E), участвовал в операции «Сведение счётов»; затем был инструктором лётной школы на продвинутом отделении лётчиков боевых самолётов («Миткадем Крав»).
В середине 1990-х годов — первый заместитель командира («САМАТ Алеф») 140-й эскадрильи «Золотой Орёл» на базе Рамон (самолёты F-16A/B), принимал участие в операции «Гроздья гнева».
Во второй половине 1990-х годов — начальник сектора («Мадор») в оперативном отделе («Махлекет мивцаим») штаба ВВС.
В 1999−2002 годах — командир 133-й эскадрильи в звании полковника.
В 2003 году был назначен командиром 253-й эскадрильи на базе Рамон, первой эскадрильи F-16I. Тем самым, Норкин сыграл одну из ведущих ролей в абсорбции этого самолёта в ВВС Израиля. Первые два F-16I сели на базе Рамон 19 февраля 2004 года.
Во время Второй Ливанской войны — начальник Оперативного отдела («Махлекет Мивцаим») в штабе ВВС, в звании полковник. Кроме прочего, возглавлял планирование операции операции «Мишкаль Сгули».
С 2008 или 2009 года по 2012 год — командир авибазы Тель-Ноф в звании бригадный генерал.
С 2012 года — начальник Управления воздушных операций — с марта 2012 года — начальник оперативного управления ВВС («Лаhак Авир»), среди прочего во время операции Облачный столп, — в ноябре 2012 года был одним из командиров операции по уничтожению Ахмеда Джабари, которая привела к операции Облачный столп.
С августа 2014 года по июнь 2015 года — начальник штаба ВВС: 12 августа 2014 года на военной базе «Кирия» в Тель-Авиве вступил в должность нового начальника штаба ВВС ЦАХАЛ, эту должность занимал по июнь 2015 года.
16 июля 2015 года был повышен в звании до генерал-майора.
С 21 июля 2015 года по 2 июля 2017 года — глава отдела планирования в генштабе (АГАТ).
3 ноября 2016 года было решено назначить Норкина командующим ВВС.
С 14 августа 2017 года — командующий ВВС Израиля.
20 сентября 2018 года прибыл в Москву в связи с инцидентом с ИЛ-20, и провёл ряд встреч с представителями российского военного командования, в том числе с командованием ВКС России.
В 2019 году появились сообщения о воздушных ударах Израиля по иранским объектам в Ираке.
В мае 2021 года начался новый конфликт с Хамас.
Норкин демобилизовался в 2022 году, а в 2023 году создал вместе с Шимоном Цанципером консалтинговую фирму для работы с оборонными компаниями.
В августе 2024 года сообщается, что бывший командующий израильскими военно-воздушными силами генерал-майор запаса Амикам Норкин создает новый инвестиционный фонд, который сосредоточится на инвестициях в оборонную промышленность, авиацию и космос. Как сообщает «Калькалист», базовым партнером фонда станет страховая компания «Харэль». Вместе с Норкиным в руководстве фонда будет его бывший подчиненный, бригадный генерал запаса Шимон Цанципер, возглавлявший технологическое управление ВВС. По данным газеты, фонд, получивший название ACE Capital Partners, уже находится в процессе согласования инвестиций в несколько стартапов в оборонной сфере.

## Семья
Женат, имеет троих дочерей.